# Eccellenza Marche 2007-2008
Il campionato italiano di calcio di Eccellenza regionale 2007-2008 è stato il diciassettesimo organizzato in Italia. Rappresenta il sesto livello del calcio italiano.
Questi sono i gironi organizzati dal Comitato Regionale Marche.

## Squadre partecipanti
| Squadra                          | Città (provincia)                   |
| -------------------------------- | ----------------------------------- |
| A.S.D. Biagio Nazzaro 1922       | Chiaravalle (AN)                    |
| Bikkembergs Fossombrone          | Fossombrone (PU)                    |
| U.S. Castelfrettese A.S.D.       | Castelferretti di Falconara M. (AN) |
| A.S.D. Cingolana Calcio 1963     | Cingoli (MC)                        |
| Civitanovese Calcio S.r.l.       | Civitanova Marche (MC)              |
| A.S.D. Elpidiense Cascinare      | Sant'Elpidio a Mare (AP)            |
| U.S. Fermignanese                | Fermignano (PU)                     |
| S.S.D. Jesina Calcio S.r.l.      | Jesi (AN)                           |
| U.S. Montegiorgese               | Montegiorgio (AP)                   |
| S.S. Monturanese                 | Monte Urano (AP)                    |
| A.S.D. Nuova Vis Pesaro 2006     | Pesaro (PU)                         |
| U.S. Osimana                     | Osimo (AN)                          |
| U.S. Pergolese                   | Pergola (PU)                        |
| S.S. Piano San Lazzaro           | Piano San Lazzaro di Ancona (AN)    |
| A.S.D. Calcio Porto Sant'Elpidio | Porto Sant'Elpidio (AP)             |
| Urbino Calcio S.r.l.             | Urbino (PU)                         |
| U.S. Vigor Senigallia A.S.D.     | Senigallia (AN)                     |
| A.C. Vis Macerata                | Macerata (MC)                       |

## Aggiornamenti
Dalla Serie D era retrocessa la Pergolese mentre le quattro squadre promosse dalla Promozione erano le debuttanti Elpidiense Cascinare e Vis Macerata, la Vis Pesaro, fallita poche stagioni prima dalla Serie C1, e l'Osimana che ritrovava la massima categoria regionale per la prima volta dal 1996-97, un periodo nel quale i senza testa erano precipitati addirittura in Terza Categoria.
Per il secondo anno consecutivo fu una neopromossa a vincere il torneo e fare il doppio salto. Fu l'Elpidiense Cascinare a sorpresa, a trionfare. Il Bikkembergs Fossombrone deluse le aspettative mentre troppo tardiva fu la reazione di una giovane Jesina che aveva chiuso il girone di andata in zona playout. Agli spareggi sarà la Cingolana a prevalere, ma la formazione del balcone delle Marche non riuscirà a fare strada negli spareggi nazionali. Il Porto Sant'Elpidio, ultimo per tutto il torneo, finì in Promozione accompagnato dalla Pergolese che compiva il percorso inverso rispetto all'Elpidiense Cascinare. Ai playout Biagio Nazzaro e Monturanese sovvertirono il verdetto della stagione regolare e a piangere furono Montegiorgio e una Vis Pesaro che non riusciva a trovare tranquillità dopo la ripartenza nei dilettanti.

## Classifica finale
|  | Pos. | Squadra                 | Pt | G  | V  | N  | P  | GF | GS | DR  |
|  | ---- | ----------------------- | -- | -- | -- | -- | -- | -- | -- | --- |
|  | 1.   | Elpidiense Cascinare    | 60 | 34 | 15 | 15 | 4  | 41 | 27 | +14 |
|  | 2.   | Jesina                  | 56 | 34 | 15 | 11 | 8  | 50 | 24 | +26 |
|  | 3.   | Cingolana               | 54 | 34 | 14 | 12 | 8  | 37 | 28 | +9  |
|  | 4.   | Osimana                 | 51 | 34 | 12 | 15 | 7  | 34 | 24 | +10 |
|  | 5.   | Bikkembergs Fossombrone | 51 | 34 | 12 | 15 | 7  | 29 | 26 | +3  |
|  | 6.   | Civitanovese            | 48 | 34 | 11 | 15 | 8  | 36 | 28 | +8  |
|  | 7.   | Piano San Lazzaro       | 48 | 34 | 12 | 12 | 10 | 36 | 31 | +5  |
|  | 8.   | Fermignanese            | 48 | 34 | 13 | 9  | 12 | 37 | 44 | -7  |
|  | 9.   | Castelfrettese          | 47 | 34 | 12 | 12 | 11 | 35 | 38 | -3  |
|  | 10.  | Urbino                  | 46 | 34 | 12 | 10 | 12 | 35 | 30 | +5  |
|  | 11.  | Vigor Senigallia        | 44 | 34 | 10 | 14 | 10 | 33 | 31 | +2  |
|  | 12.  | Vis Macerata            | 43 | 34 | 10 | 13 | 11 | 33 | 33 | 0   |
|  | 13.  | Montegiorgese           | 42 | 34 | 10 | 17 | 7  | 26 | 23 | +3  |
|  | 14.  | Nuova Vis Pesaro        | 39 | 34 | 9  | 12 | 13 | 32 | 36 | -4  |
|  | 15.  | Monturanese             | 35 | 34 | 7  | 14 | 13 | 31 | 41 | -10 |
|  | 16.  | Biagio Nazzaro          | 33 | 34 | 6  | 15 | 13 | 32 | 41 | -9  |
|  | 17.  | Pergolese               | 32 | 34 | 7  | 11 | 16 | 26 | 42 | -16 |
|  | 18.  | Porto Sant'Elpidio      | 21 | 34 | 4  | 9  | 21 | 22 | 58 | -36 |

## Risultati

### Tabellone
|                            | BIA | CAS | CIN | CIV | ELP | FER | JES | MON | MON | NUO | OSI | PER | PIA | POR | URB | VIG | VIS | VIS |
| Biagio Nazzaro Chiaravalle |     | 1-1 | 1-2 | 0-0 | 2-3 | 0-1 | 1-3 | 1-0 | 2-1 | 0-1 | 0-0 | 1-1 | 1-1 | 1-1 | 0-1 | 1-0 | 0-3 | 0-1 |
| Castelfrettese             | 1-0 |     | 0-1 | 1-1 | 1-2 | 1-0 | 0-0 | 0-2 | 1-1 | 1-1 | 0-3 | 2-1 | 1-1 | 2-1 | 1-2 | 0-0 | 2-0 | 1-0 |
| Cingolana                  | 1-0 | 1-0 |     | 1-1 | 3-2 | 1-1 | 1-0 | 2-0 | 3-3 | 2-1 | 1-1 | 2-1 | 1-0 | 3-0 | 0-1 | 1-1 | 1-1 | 1-1 |
| Civitanovese               | 1-1 | 0-0 | 1-2 |     | 1-2 | 1-1 | 2-1 | 1-0 | 3-1 | 1-1 | 0-1 | 1-2 | 3-0 | 2-0 | 2-1 | 3-0 | 0-0 | 1-2 |
| Elpidiense Cascinare       | 1-1 | 3-2 | 1-0 | 0-0 |     | 3-0 | 1-0 | 2-1 | 2-0 | 0-0 | 0-0 | 1-0 | 0-1 | 3-2 | 1-1 | 3-1 | 1-0 | 1-1 |
| Fermignanese               | 3-4 | 0-2 | 2-0 | 1-1 | 1-1 |     | 2-1 | 1-0 | 2-1 | 2-1 | 0-1 | 1-0 | 0-0 | 3-1 | 0-0 | 0-2 | 3-1 | 1-1 |
| Jesina                     | 0-1 | 5-0 | 1-1 | 2-1 | 3-1 | 5-0 |     | 0-0 | 0-1 | 0-0 | 1-0 | 5-1 | 1-0 | 3-1 | 4-2 | 1-1 | 1-0 | 2-1 |
| Montegiorgio               | 0-0 | 2-1 | 0-0 | 0-0 | 1-1 | 2-0 | 0-0 |     | 0-0 | 1-1 | 1-0 | 2-1 | 3-3 | 2-1 | 0-0 | 1-0 | 1-0 | 0-2 |
| Monturanese                | 1-1 | 1-3 | 1-0 | 3-1 | 0-0 | 0-2 | 0-2 | 0-0 |     | 0-1 | 0-0 | 3-1 | 0-3 | 0-2 | 0-2 | 0-1 | 1-1 | 2-0 |
| Nuova Vis Pesaro           | 0-0 | 1-2 | 2-1 | 1-2 | 0-1 | 1-1 | 1-0 | 1-2 | 0-0 |     | 0-1 | 1-1 | 1-0 | 1-2 | 0-1 | 2-0 | 2-2 | 0-1 |
| Osimana                    | 3-1 | 0-1 | 0-0 | 1-1 | 1-1 | 1-0 | 0-0 | 1-1 | 2-2 | 2-2 |     | 2-0 | 0-1 | 4-1 | 3-2 | 2-1 | 0-2 | 0-0 |
| Pergolese                  | 1-4 | 0-1 | 0-1 | 0-0 | 0-1 | 2-2 | 1-4 | 2-0 | 2-0 | 2-2 | 1-0 |     | 0-0 | 0-0 | 1-1 | 1-1 | 1-0 | 0-1 |
| Piano San Lazzaro          | 3-2 | 1-1 | 2-0 | 0-1 | 0-0 | 3-1 | 1-1 | 1-1 | 0-2 | 3-0 | 0-2 | 1-0 |     | 2-1 | 0-2 | 1-0 | 2-1 | 1-1 |
| Porto Sant'Elpidio         | 2-2 | 0-1 | 0-3 | 1-1 | 0-0 | 1-2 | 0-3 | 0-0 | 0-3 | 0-1 | 0-1 | 0-0 | 1-1 |     | 1-0 | 1-2 | 1-1 | 0-1 |
| Urbino                     | 1-1 | 2-1 | 1-0 | 0-1 | 1-1 | 1-2 | 1-0 | 0-0 | 0-0 | 1-2 | 3-1 | 0-1 | 2-1 | 4-0 |     | 0-0 | 1-2 | 0-0 |
| Vigor Senigallia           | 0-0 | 1-1 | 0-0 | 2-1 | 2-1 | 4-1 | 1-1 | 0-0 | 0-0 | 1-0 | 0-0 | 0-0 | 0-3 | 6-0 | 2-1 |     | 1-1 | 1-0 |
| Vis Macerata               | 1-1 | 3-2 | 1-0 | 0-0 | 0-0 | 0-1 | 0-0 | 1-3 | 2-2 | 3-1 | 1-1 | 1-2 | 1-0 | 0-1 | 1-0 | 1-0 |     | 1-0 |
| Vis Pesaro                 | 2-1 | 1-1 | 1-1 | 0-1 | 1-1 | 1-0 | 1-1 | 0-0 | 2-2 | 0-3 | 0-0 | 1-0 | 0-0 | 1-0 | 1-0 | 3-2 | 1-1 |     |

## Spareggi

### Play-off
| Squadra 1     | Totale | Squadra 2 | Andata | Ritorno |
| ------------- | ------ | --------- | ------ | ------- |
| Forsempronese | 0 - 3  | Jesina    | 0 - 1  | 0 - 2   |
| Osimana       | 0 - 1  | Cingolana | 0 - 0  | 0 - 1   |

| Squadra 1 | Risultato | Squadra 2 |
| --------- | --------- | --------- |
| Jesina    | 0 - 1     | Cingolana |

| Falconara Marittima 25 maggio 2008 | Jesina | 0 – 1 | Cingolana |  |

### Play-out
| Squadra 1                  | Totale | Squadra 2     | Andata | Ritorno |
| -------------------------- | ------ | ------------- | ------ | ------- |
| Monturanese                | 4 - 2  | Vis Pesaro    | 3 - 2  | 1 - 0   |
| Biagio Nazzaro Chiaravalle | 4 - 1  | Montegiorgese | 1 - 1  | 3 - 0   |

## Verdetti finali
- Elpidiense Cascinare promossa in Serie D.
- Porto Sant'Elpidio, Pergolese, Vis Pesaro e Montegiorgese retrocesse in Promozione.